# Сейлор Мун (сезон 2)
Второй сезон аниме «Сейлор Мун» известен под названием «Сейлор Мун снова с нами» (яп. 美少女戦士セーラームーンR Бисё:дзё Сэнси Сэ:ра: Му:н А:ру, Pretty Soldier Sailor Moon R) или Sailor Moon R. TV Asahi, Toei Agency и Toei Animation совместно продюсировали его выпуск, а режиссёрами выступили Дзюнъити Сато и Кунихико Икухара. Серии изначально транслировались на TV Asahi c 6 марта 1993 года по 12 марта 1994 года. В соответствии с буклетом «Memorial Song Box» каждый может расшифровывать букву «R» в оригинальном названии как «Возвращение» или «Романс».
В этот сезон вошла вторая сюжетная арка манги («Чёрная Луна») Наоко Такэути. Изначально планировался лишь один сезон «Сейлор Мун», но он стал настолько популярным, что Toei предложило Такэути продолжить её мангу. Сначала ей надо было разработать новую сюжетную линию, чтобы расширить серию. Посылка к сюжету, представляющая дочь Сейлор Мун, прибывшую из будущего, была дана редактором Такэути, Фумио Осано.
Так как производство сериала и манги шло в одно время, сезон аниме «Сейлор Мун снова с нами» начинается с 13-серийной арки, которой нет в манге, созданной для того, чтобы дать Такэути время нагнать сюжет. Эта история повествовала о возвращении памяти к персонажам и столкновении с пришельцами дерева тёмного мира: она стала известна как арка «Тёмного дерева мира» (Макайдзи). Основные же события сюжета раскрывают будущее всех воинов в утопичном городе под названием Кристальный Токио, в котором правят Нео-королева Серенити и король Эндимион. Также в сезоне появляются новые персонажи: Чибиуса, Сейлор Плутон, а в манге ещё и Диана. Основными противниками являются представители клана Чёрной Луны под предводительством принца Алмаза.
В 1994 году в рейтинге лучших серий аниме журнала Animage серия «Защитить Малышку» заняла 8-е место. В следующем году «Последняя битва» числилась на 7-м.
В качестве открывающей композиции серий используется «Moonlight Densetsu», закрывающей же служит «Otome no Policy» («Maiden’s Policy»), исполненная Ёко Исидой.
В России сезон демонстрировался по телеканалу 2x2 с 9 ноября 1996 по 5 апреля 1997 года. Закадровый перевод производился фирмой «2x2 телемаркет». При переводе была изменена часть имён, например, имя главной героини звучало как Банни Цукино, а Чибиуса стала Малышкой.

## Серии
| № общий | № в сезоне | Название | Дата премьеры    |                 |
| --- | ---------- | --- | ---------------- | --------------- |
| 47 | 1          | «Возрождение Сейлор Мун» «Му:н фуккацу! Надзо но эйриан сюцугэн» (ориг..: ムーン復活!謎のエイリアン出現)                                 | 6 марта 1993     | 9 ноября 1996   |
| Усаги и её друзья живут спокойно, ничего не помня, даже своей дружбы. Когда появляются новые злодеи в образе двух пришельцев — Эйла и Анны, Луна возвращает Усаги память, и она превращается в воина. |            | |                  |                 |
| 48 | 2          | «Воссоединение воинов в матросках» «Аи то сэиги юэ! Сэ:ра: Сэнси футатаби» (ориг..: 愛と正義ゆえ!セーラー戦士再び)                       | 13 марта 1993    | 10 ноября 1996  |
| Ами, Рэй, Макото и Минако случайно встречаются в ходе прослушивания на роль в фильме, но вмешательство монстра, посланного Эйлом и Анной, вынуждает Луну пробудить их воспоминания, чтобы они смогли противостоять новой угрозе. |            | |                  |                 |
| 49 | 3          | «Рыцарь Лунного Света» «Сирои бара ва дарэ ни? Цукикагэ но Наито то:дзё:» (ориг..: 白いバラは誰に?月影の騎士登場)                        | 20 марта 1993    | 16 ноября 1996  |
| Посланец инопланетян нападает на Синодзаки, друга детства Макото, так что ей приходится защищать его. Усаги безнадёжно пытается заставить Мамору всё вспомнить, даже пробудить в нём Такседо Маска. Наконец-то появляется новый загадочный герой-союзник, его зовут Рыцарь Лунного Света. |            | |                  |                 |
| 50 | 4          | «А счастье было так возможно» «Усаги но кики! Тиара садо: сэдзу» (ориг..: うさぎの危機!ティアラ作動せず)                                 | 10 апреля 1993   | 17 ноября 1996  |
| Усаги вместе с отцом и братом отправляется в аркадный центр виртуальной реальности, который является новой атакой инопланетян. Но в самый важный момент боя, силы Усаги дают сбой, не давая победить врага. |            | |                  |                 |
| 51 | 5          | «Новые силы Банни. Ступенька наверх» «Атарасики хэнсин! Усаги пава: аппу» (ориг..: 新しき変身!うさぎパワーアップ)                        | 17 апреля 1993   | 23 ноября 1996  |
| Во время любования цветением вишни демон нападает на Усаги и её друзей. Королева Серенити соединяет Серебряный Кристалл с медальоном Усаги, что и даёт ей новую силу. |            | |                  |                 |
| 52 | 6          | «Происшествие в детском саду. Венера получает новую силу» «Нэраварэта эндзи! Ви:насу дайкацуяку» (ориг..: 狙われた園児!ヴィーナス大活躍) | 24 апреля 1993   | 24 ноября 1996  |
| Минако знакомится с девочкой из детского сада, которая считает своим кумиром Сейлор Мун. В это время Эйл и Анна решают, что энергия детей наиболее подходящая для них. |            | |                  |                 |
| 53 | 7          | «Суета вокруг младенца» «Мамору то Усаги но бэби:ситта: со:до:» (ориг..: 衛とうさぎのベビーシッター騒動)                                 | 1 мая 1993       | 30 ноября 1996  |
| После атаки на ясли, Усаги и Мамору вынуждены присматривать за малышом, мама которого пострадала, закрыв сына собой. |            | |                  |                 |
| 54 | 8          | «Мелодия Рей» «Бункасаи ва ватаси но тамэ?! Рэй дзёо: нэссё:» (ориг..: 文化祭は私のため?!レイ女王熱唱)                                   | 8 мая 1993       | 1 декабря 1996  |
| Рей пишет песню для предстоящего школьного праздника. Эйл и Анна решают набрать энергии именно на этом событии, но сами невольно становятся участниками конкурсов. |            | |                  |                 |
| 55 | 9          | «Любовь — это…» «Цукикагэ ва Сэйдзю:ро:? Моэру Мако-тян» (ориг..: 月影は星十郎?もえるまこちゃん)                                         | 22 мая 1993      | 7 декабря 1996  |
| Макото пытается привлечь к себе внимание Эйла, предлагая ему коробку с едой, тем самым вызывая раздражение у Анны. |            | |                  |                 |
| 56 | 10         | «Анна осуществляет операцию «Белоснежка»» «Мамору но кису убаэ! Ан но Сираюки-химэ сакусэн» (ориг..: 衛のキス奪え!アンの白雪姫作戦)      | 29 мая 1993      | 8 декабря 1996  |
| Университетские друзья Мамору решили поставить спектакль "Белоснежка и семь гномов", но в итоге все участники поссорились, так что только Усаги и её подруги могут спасти положение. Анна надеется, что если она получит роль Белоснежки, то Мамору в роли принца поцелует её. Эйл ревнует и атакует представление с помощью демона. |            | |                  |                 |
| 57 | 11         | «Опасность после школы» «Хо:каго ни гоё:дзин! Нэра варэта Усаги» (ориг..: 放課後にご用心!狙われたうさぎ)                                 | 5 июня 1993      | 14 декабря 1996 |
| Усаги и Анна остаются после занятий из-за того, что Усаги ела во время урока, а Анна наговорила непонятных слов на своем языке учительнице. В наказание им нужно выполнить задание по английскому, и они решают его сделать наперегонки, а победительнице достанется Мамору. Анне не хватает сил, и она пытается забрать энергию у Усаги. А тем временем воины вновь сражаются с картой Эйла. |            | |                  |                 |
| 58 | 12         | «Слишком мало любви» «Сурэтигау аи но кокоро! Икари но Макайдзю» (ориг..: すれちがう愛の心!怒りの魔界樹)                                 | 12 июня 1993     | 15 декабря 1996 |
| На фестивале «Сейлор Мун» демон Ямандака забирает у людей энергию. Сама Усаги отправляется в дом к Седжуро и Нацуми, а Эйл и Анна отправляют Усаги в комнату, где Дерево Тёмного Мира берёт у неё энергию. |            | |                  |                 |
| 59 | 13         | «Секрет Дерева Тёмного Мира» «Мэдзамэру синдзицу но аи! Макаидзю но химицу» (ориг..: めざめる真実の愛!魔界樹の秘密)                      | 19 июня 1993     | 21 декабря 1996 |
| Дерево Тёмного Мира берёт энергию у Усаги и Мамору. Туда же проникают остальные Воины в Матросках, но Эйл и Анна пытаются их убить. Эйл и Анна узнают, что Усаги Цукино это Сэйлор Мун. Тогда Анна пытается проучить Сэйлор Мун, но Мамору жертвует собой, чтобы спасти Усаги. Рыцарь Лунного света пытался заставить раскрыть сердца Эйла и Анны, а дерево разозлилось. Анна жертвует собой, закрыв Эйла от ветви разъяренного Дерева, и признается ему в Любви. Дерево Тёмного Мира рассказывает свою историю. По просьбе дерева, Сейлор Мун очищает его своей силой любви и оно возрождается. Рыцарь Лунного света поведал Усаги о том, что он двойник Мамору, и на прощание пробудил память Мамору. Эйл и Анна забирают росток дерева на другую планету. |            | |                  |                 |
| 60 | 14         | «Таинственная девочка с ясного неба» «Тэнси? Акума? Сора кара кита надзо но сё:дзё» (ориг..: 天使?悪魔?空からきた謎の少女)               | 26 июня 1993     | 22 декабря 1996 |
| Во время свидания на Усаги и Мамору с неба сваливается девочка,представившаяся как Усаги. Она намеревается заполучить Серебряный Кристалл.А в это же время в Токио появляется космический корабль: Рубеус и сёстры преследовательницы собираются убить Малышку и уничтожить Серебряный Кристалл. |            | |                  |                 |
| 61 | 15         | «Мамору рвёт отношения» «Усаги дайсёкку! Мамору но дзэкко: сэнгэн» (ориг..: うさぎ大ショック!衛の絶交宣言)                               | 3 июля 1993      | 28 декабря 1996 |
| Мамору рвёт отношения с Усаги. Бертерайт распространила по ветру рекламу косметики, и буклет нашла Усаги. Она пошла в магазин косметики и там встречает ещё одного врага. |            | |                  |                 |
| 62 | 16         | «Дружба навсегда» «Сэнси но ю:дзё:! Саёнара Ами-тян» (ориг..: 戦士の友情!さよなら亜美ちゃん)                                             | 10 июля 1993     | 29 декабря 1996 |
| Ами должна улететь учиться в Германию. Девочки готовят ей прощальную вечеринку. Луна и Артемис дают воинам новые талисманы. Усаги снится сон, в котором Ами уходит, а вместе с ней и Мамору. Малышка и Мамору приезжают в аэропорт, чтобы попрощаться с Ами, и отдают ей прощальный подарок. Ами получает новую силу и спасает всех от гибели. |            | |                  |                 |
| 63 | 17         | «Сила и красота для девочек» «Онна ва цуёку уцукусику! Рэй но син хиссацу вадза» (ориг..: 女は強く美しく!レイの新必殺技)                 | 24 июля 1993     | 4 января 1997   |
| Дедушка Рэй и Юичиро устраивают изящную самооборону для красоты и здоровья девушкам. На них нападают враги. После того, как Сейлор Мун убила Демона, Кермесайт решает убить её, но Рей получает новую силу. |            | |                  |                 |
| 64 | 18         | «Тайна Малышки Банни» «Гиндзуисё: мотомэтэ! Тибиуса но хитицу» (ориг..: 銀水晶を求めて!ちびうさの秘密)                                   | 31 июля 1993     | 5 января 1997   |
| Демон устраивает грозу, пытаясь выманить Малышку, которая боится грома. Выясняется, что Малышка прибыла из другого времени. Серебряный кристалл нужен ей, чтобы спасти родителей. Воины в матросках пытаются выяснить подробности, но Малышка ничего им не говорит. |            | |                  |                 |
| 65 | 19         | «Ссора из-за любви» «Кои но ронсо:! Минако то Макото га тайрицу» (ориг..: 恋の論争!美奈子とまことが対立)                                 | 14 августа 1993  | 11 января 1997  |
| Усаги и Малышка, а также Макото с Минако нашли время для ссор. При этом Минако мечтает найти парня, похожего на Алана. Тогда Петсайт и Калаверайт, не веря в любовь, посылают своего демона на них. Макото и Минако помирились своими новыми силами. Петсайт и Калаверайт отступают, а Сэйлор Мун уничтожила Демона. В конце Рэй и Усаги поссорились. |            | |                  |                 |
| 66 | 20         | «Вечный треугольник, или Праздник карри» «Усаги но оягокоро!? Карэ: на санкаку канкэй» (ориг..: うさぎの親心?カレーな三角関係)           | 21 августа 1993  | 12 января 1997  |
| Наступает праздник Карри, но Малышка не умеет его готовить, Мамору тоже, и Усаги начинает учиться его готовить. |            | |                  |                 |
| 67 | 21         | «Отдых на дальнем острове» «Уми ё Сима ё Бакансу ё! Сэнси но кё:соку» (ориг..: 海よ島よバカンスよ!戦士の休息)                            | 28 августа 1993  | 18 января 1997  |
| Девочки отправляются отдыхать на дальний остров. Малышка отплывает далеко и начинает тонуть, её спасает динозаврик. Тем временем Усаги и её подруги ищут Малышку по морю до самого острова с вулканом. |            | |                  |                 |
| 68 | 22         | «Защитить Малышку» «Тибиуса во маморэ! Ю: сэнси но даигэкисэн» (ориг..: ちびうさを守れ!10戦士の大激戦)                                   | 11 сентября 1993 | 19 января 1997  |
| Малышка описалась в постель, а Усаги набросилась за это на неё. Малышка расстроена этим и хочет вернуться в будущее, но её находят враги. |            | |                  |                 |
| 69 | 23         | «Кошмар» «Мэдзамэ ё нэмурэру бисё:дзё! мамору но куно:» (ориг..: 目覚めよ眠れる美少女!衛の苦悩)                                          | 25 сентября 1993 | 25 января 1997  |
| Мамору снится страшный сон о том, что с принцессой Серенити произойдёт нечто ужасное. Враги с помощью демона усыпляют Сейлор Мун. Луна спешит на помощь к Мамору, потому что никто кроме него не может разбудить Сейлор Мун. |            | |                  |                 |
| 70 | 24         | «Сейлор Марс против Кермесайт» «Аи но хоно: но таикэцу! Ма:дзу таи ко:ан» (ориг..: 愛の炎の対決!マーズVSコーアン)                        | 2 октября 1993   | 26 января 1997  |
| Кермесайт отправляется в часовню Хикава за Малышкой. Рей предстала перед Кермесайтом Сэйлор Марсом, и они противостоят друг другу. От этого пострадали Юичиро и сама Марс. Воины в Матросках обезвреживают Кермесайт. В конце серии Сейлор Мун исцеляет Кермесайт, и та превращается в человека. |            | |                  |                 |
| 71 | 25         | «Ами против Бертерайт» «Ю:дзё: но тамэ! Ами то Бэрутэ гэкитоцу» (ориг..: 友情のため!亜美とベルチェ激突)                                  | 16 октября 1993  | 1 февраля 1997  |
| Бертерайт отправляется в шахматный клуб, и выходит в финал шахматного турнира с Ами, которая выигрывает. Такседо Маск помешал Бертерайту победить Воинов в Матросках, это заставило обеих сестёр предать её. Но Кермесайт перемирила свою сестру. Бертерайт становится человеком. |            | |                  |                 |
| 72 | 26         | «Бой четырёх сестёр» «Хидзё: но Рубэусу! Канасими но ён симаи» (ориг..: 非情のルベウス!悲しみの四姉妹)                                   | 30 октября 1993  | 2 февраля 1997  |
| Калаверайт и Петсайт устраивают засаду воинам в матросках. Малышка узнаёт кто на самом деле Сейлор Мун, и остальные воины Калаверайт и Петсайт становятся людьми. |            | |                  |                 |
| 73 | 27         | «Угроза с летающей тарелки» «Ю:фо: сюцугэн! Сараварэта сэ:ра: сэнси-тати» (ориг..: UFO出現!さらわれたセーラー戦士たち)                   | 6 ноября 1993    | 8 февраля 1997  |
| Малышка Усаги украла брошь с серебряным кристаллом, и хотела вернуться в будущее. Но на неё напал Рубеус. Воины в Матросках пытались защитить её, и сами попали в руки Рубеуса. |            | |                  |                 |
| 74 | 28         | «Малышка, ты молодец! Битва в космосе» «Рубэусу во таосэ! Утю:ку:кан но кэссэн» (ориг..: ルベウスを倒せ!宇宙空間の決戦)                  | 13 ноября 1993   | 9 февраля 1997  |
| Усаги и Малышка оказались на НЛО Рубеуса. Тот использовал Сэйлор Мун, как лягушку. Но Сейлор Мун не сдаётся, пыталась очистить Рубеуса от злых чар Чёрного Кристалла, нежели без серебряного кристалла. Зато Малышка обезвредила усилитель их врага. Девочки освободили воительниц. Но Рубеус создал пожар на своём корабле. Воины в Матросках вместе с Малышкой телепортировались обратно на Землю, а Рубеус был изгнан Изумрудом. Он погиб на этом корабле и его прах развеялся по космосу. |            | |                  |                 |
| 75 | 29         | «Новый воин — Сейлор Плутон» «Надзо но син сэнси Sailor Pluto то:дзё:» (ориг..: 謎の新戦士セーラープルート登場)                          | 20 ноября 1993   | 15 февраля 1997 |
| После гибели Рубеуса, этим делом начали заниматься Изумруд, Сапфир и Принц Алмаз: они выпускают чёрный кристалл так, чтобы демон вторгся в прошлое малышки. Воины в матросках уложили малышку в постель. В этой серии впервые появляется Сейлор Плутон. Воины в матросках в сознании малышки воспользовались ситуацией - Сейлор Мун уничтожает демона, потом они провожают малышку до её мамы. |            | |                  |                 |
| 76 | 30         | «Вторжение Изумруд» «Анкоку но марёку! Эсмэро:до: но синряку» (ориг..: 暗黒の魔力!エスメロードの侵略)                                    | 4 декабря 1993   | 16 февраля 1997 |
| Теперь Изумруд создаёт демонов. Она создала демона, который превращает людей в пирожные. |            | |                  |                 |
| 77 | 31         | «Любовь возрождается» «Омои ва онадзи! Усаги то Мамору но аи футатаби» (ориг..: 想いは同じ!うさぎと衛の愛再び)                           | 11 декабря 1993  | 22 февраля 1997 |
| Усаги чуть не опоздала в школу. Юмино и Нару рассказывают ей про браслет желаний. Изумруд посылает Удеринг в магазин браслетов желания, та маскируется под учительницу для этого задания. Усаги снится сон, в котором они с Мамору поженились, но весь мир рушится, а чей-то угрожающий голос говорит Мамору, что Принцесса Серенити умрёт. Усаги идет к Мамору. Он говорит ей правду о вещих снах. Усаги выясняет, что Мамору притворялся равнодушным, чтобы защитить её. В это время у друзей и одноклассников Усаги активируются браслеты желаний, зараженные тёмной силой. Сейлор Мун, Такседо Маск и воины в матросках останавливают врага, обезвреживают его вражеские кольца-обручи - «Браслет кошмара», «Кольцо одиночества», самые сильные Олимпийские кольца. Сейлор Мун побеждает врага. Воины решают защитить хрустальный Токио. А Усаги и Мамору снова вместе. |            | |                  |                 |
| 78 | 32         | «Сейлор Венера в тревоге» «Ви:насу Минако но на:су даисо:до:» (ориг..: ヴィーナス美奈子のナース大騒動)                                   | 18 декабря 1993  | 23 февраля 1997 |
| Изумруд насылает эпидемию гриппа на Токио. Заболели все, кроме Минако и Артемиса. Минако действует в роли медсестры, чтобы «вылечить» своих лучших подруг и их семьи. Она действует неумело и поэтому устраивает беспорядок в домах больных. Минако с Артемисом и Малышкой отправляются в больницу за лекарствами, где их ожидает демон «Гриппа». На помощь им приходит Такседо Маск и Воины в Матросках. После победы над демоном все выздоравливают, а Артемис и Минако заболевают. Усаги и Малышка навещают их. |            | |                  |                 |
| 79 | 33         | «Приключения Артемиса» «Арутэмису но бо:кэн! Ма но до:буцу о:коку» (ориг..: アルテミスの冒険!魔の動物王国)                               | 25 декабря 1993  | 1 марта 1997    |
| Артемис убегает от погони повара и попадает в разные приключения. Изумруд направляет тёмную силу на кошек и собак, но Сейлор Мун обезвреживает тёмную силу. |            | |                  |                 |
| 80 | 34         | «Ами в одиночестве» «Кё:фу но гэнъэи! Хиториботти но Ами» (ориг..: 恐怖の幻影!ひとりぼっちの亜美)                                        | 8 января 1994    | 2 марта 1997    |
| Изумруд принимает ванну, и к ней вламывается Сапфир. Она подозвала демона-Сомнения в частную школу Ами, где все их студенты говорили, будто Ами «списывала на экзамене» и сомневались в ней. Ами в одиночестве предстала Сейлор Меркурием перед демоном-Сомнения, которая пытается применить на неё дух раздора, как обманщицу, чтобы та обманула Воинов в Матросках. Воины в Матросках заставили Сэйлора Меркурия доказывать обратное. |            | |                  |                 |
| 81 | 35         | «Тёмные Врата уже созданы?» «Анкоку гэ:то кансэи? Нэрамарэта сё:гакко:» (ориг..: 暗黒ゲート完成?狙われた小学校)                          | 15 января 1994   | 8 марта 1997    |
| Новой целью Изумруд становится школа, в которой учится Малышка, в результате чего на девочку нападают её одноклассники и учительница. После того, как Сейлор Мун и остальные вызволили её из передряг, Малышка решает отправиться в будущее, чтобы встретиться с опасностью лицом к лицу. |            | |                  |                 |
| 82 | 36         | «Путешествие в будущее» «Мираи хэ но табидати! Дзику: каиро: но татакаи» (ориг..: 未来への旅立ち!時空回廊の戦い)                         | 22 января 1994   | 9 марта 1997    |
| Малышка, Воины в Матросках и Такседо Маск отправляются в будущее. Они встречают Сейлор Плутон, которая провожает их и маленькую Леди через врата пространства времени. Об этом узнают Братья, Изумруд и Мудрец. Изумруд препятствует Сэйлор Воинам на пути и они теряются в пространстве. Изумруд посылает демона Лаквесс за Малышкой, которая сначала примет её за «свою маму». Воины выбираются из лабиринта, добираются до Малышки. Воины просто так не могут уничтожить врага - он управляет временем. Они решают уничтожить её единой атакой всех пяти планет, им помогает малышка: она направляет луч в цель врага. Такседо Маск спасает малышку. Воины побеждают. |            | |                  |                 |
| 83 | 37         | «История Тёмной Луны» «Сё:гэки но мираи! Дэмандо но куроки ябо:» (ориг..: 衝撃の未来!デマンドの黒き野望)                                 | 29 января 1994   | 15 марта 1997   |
| Воины обнаруживают Хрустальный Токио в будущем - в тридцатом веке. Появляется Король Эндимион. Вспомнив о Кошмаре с тем, что с Усаги или с Серенити произойдёт ужасное, Такседо Маск спросил «Кто ты такой!» и, проскочил сквозь Эндимиона - «Мамору» из будущего - по словам Сэйлор Мун. Настоящий Эндимион был в другом месте (он был ранен), «второй» Эндимион стал рассказывать сказки Воинам в Матросках - Историю Тёмной Луны и Менезисе - 11-й планете солнечной системы, о новой королеве Серенити, и о том, что 4 стража - это Воины в Матросках из будущего, Сейлор Мун - это королева Серенити, а Малышка - её будущая дочь. Принц Алмаз захватывает Сейлор Мун, та превращается в Принцессу Серенити, но Такседо Маск освобождает её. |            | |                  |                 |
| 84 | 38         | «Тайна Маленькой Леди» «Ваидзуман но масю! Тибиуса сё:мэцу» (ориг..: ワイズマンの魔手!ちびうさ消滅)                                      | 5 февраля 1994   | 16 марта 1997   |
| Король Эндимион привёл всех Воинов в Матросках к Королеве Серенити. Сэйлор Мун пыталась пробудить принцессу Серебряным Кристаллом, но никакой реакции. Неожиданно Малышка во дворе Хрустального дворца Папы и Мамы была захвачена Мудрецом, и тот раскрыл её тайну о том, как она взяла серебряный кристалл и спрятала в её тело, и вот почему на лбу появляется полумесяц. Тем временем, Изумруд хотела, чтобы Принц Алмаз любил её и отправилась за советом к Мудрецу даровать у него большую силу, и воспользовалась тёмным кристаллом, чтобы стать королевой. Но она ошибается! За это Изумруд заплатилась своей жизнью и превратилась в дракона. Эндимион показывал Воинам в Матросках на своём суперкомпьютере анализ Дракона, созданного человеческим разумом. Пока Воины в Матросках сражались с чудовищем, за которым смотрели Артемис и Луна на экране, Король Эндимион, увидев Луна-Пи, обнаружил пропажу своей дочери - маленькой леди. Такседо Маск остановил дракона и Сейлор Мун исцелила её своим жезлом, и увидели мёртвую Изумруд уже в последний раз. |            | |                  |                 |
| 85 | 39         | «Рождение Тёмной Леди» «Анкоку но дзёо: Буракку Рэди но тандзё:» (ориг..: 暗黒の女王ブラックレディの誕生)                                | 12 февраля 1994  | 22 марта 1997   |
| Малышка была у мудреца, которого воины в матросках не знали, так же не знали, где она, а мудрец промывает мозги малышки до плаксы, как Усаги, что её никто не любит, а Мудрец словами «Возненавидь этот мир!» превращает её в тёмную Леди. Теперь Тёмная леди, вместо Изумруда, вместе с Принцем Алмазом отправляется в 1994 год, где они разводят тёмные врата. Когда Сейлор Мун берёт силу серебряного кристалла тёмной Леди, Мудрец приказывает ей «Возненавидь их ещё сильнее!». |            | |                  |                 |
| 86 | 40         | «Последние дни Сапфира» «Сафи:ру дзэцумэи! Ваидзуман но вана» (ориг..: サフィール絶命!ワイズマンの罠)                                    | 19 февраля 1994  | 23 марта 1997   |
| Сапфир был прав, что этот негодяй Мудрец обманывает принца Алмаза и пытается остановить его: он вытащил процессор Тёмного кристалла. За это Мудрец пытается убить предателя, но раненый Сапфир бежал на Землю, где его подобрала Петсайт - его возлюбленная. Мудрец дал совет Принцу Алмазу (тот не верил в предательство своего брата) и Тёмной Леди найти Сапфира и вернуть процессор обратно, что последняя так и сделала. Сапфир поделился своей добротой с Петсайт, потом улыбнулся ей на прощание и вышел из квартиры, надеясь поговорить со своим братом Алмазом. По просьбе Кермесайт, Сэйлор Мун и Воины в Матросках решили помочь Сапфиру, при этом сражались с Тёмной Леди в ловушке Мудреца, но Такседо Маск остановил «малышку» и обратился к Принцу Алмазу. Сапфир пытался рассказать правду своему любимому брату Алмазу, но был убит Мудрецом за предательство семьи Тёмной Луны и тот вернул процессор обратно. Последнее, о чём сожалел Сапфир перед смертью, это Петсайт, которая его любит. Под конец, Алмаз унёс тело своего покойного брата.       |            | |                  |                 |
| 87 | 41         | «Мятеж Мудреца» «Аи то мираи во синдзитэ! Усаги но кэссин» (ориг..: 愛と未来を信じて!うさぎの決心)                                       | 26 февраля 1994  | 29 марта 1997   |
| Тёмные врата стал больше. Усаги с Нару договариваются встретиться завтра в школе. Принц Алмаз не простил Мудреца за убийство своего брата Сапфира. Воины в матросках проникают в тёмные врата. Принц Алмаз заставляет Сейлор Мун поцеловать его. Но она открывает глаза Алмазу на обман Мудреца. Принц Алмаз пытается убить своего предателя - призрака смерти Мудреца. Защищая Сейлор Мун он получает смертельное ранение. Мудрец пытается отнять Серебряный кристалл у Сэйлор Мун и лгать ей, но она не поддается тёмной силе. Такседо Маск спасает Сэйлор Мун от смерти и вместе с Воинами в Матросках идут к тёмным вратам. |            | |                  |                 |
| 88 | 42         | «Последняя битва» «Хикари то ями но сайсю: кэссэн! Мираи хэ тика: аи» (ориг..: 光と闇の最終決戦!未来へ誓う愛)                            | 5 марта 1994     | 30 марта 1997   |
| Тёмная Леди хотела открыть Тёмные врата, но Воины в Матросках помешали ей. А Сэйлор Мун превратилась в новую Принцессу Серенити, и она с помощью серебряного кристалла, вместе с Такседо Маском, очистила Тёмную леди, от злых чар, и она стала малышкой. Мудрец открыл Тёмные врата, и пытался разрушить мир и погрузить его во тьму. Но Сэйлор Мун пыталась уничтожить призрака смерти. Малышка признала всем свою вину, и тогда у неё тоже появился серебряный кристалл и платье принцессы. Воины в матросках вместе уничтожили призрака смерти и тёмный кристалл. Земля и Немезис спасены. Малышка попрощалась с девочками и Мамору, и вернулась домой в хрустальный Токио к своим родителям. |            | |                  |                 |
| 89 | 43         | «Эпилог» «Усаги-тати но кэцуи! Атарасики татакаи но дзёкёку!» (ориг..: うさぎ達の決意新しき戦いの序曲)                                   | 12 марта 1994    | 5 апреля 1997   |
| Серия начинается с разъяснения, что это спешл. Происходит небольшое анонсирование предстоящего сезона в виде разговора Усаги, Ами, Рэй, Макото и Минако. Также извечная ссора между Рэй и Усаги за главную роль в аниме. |            | |                  |                 |